# Наваяна

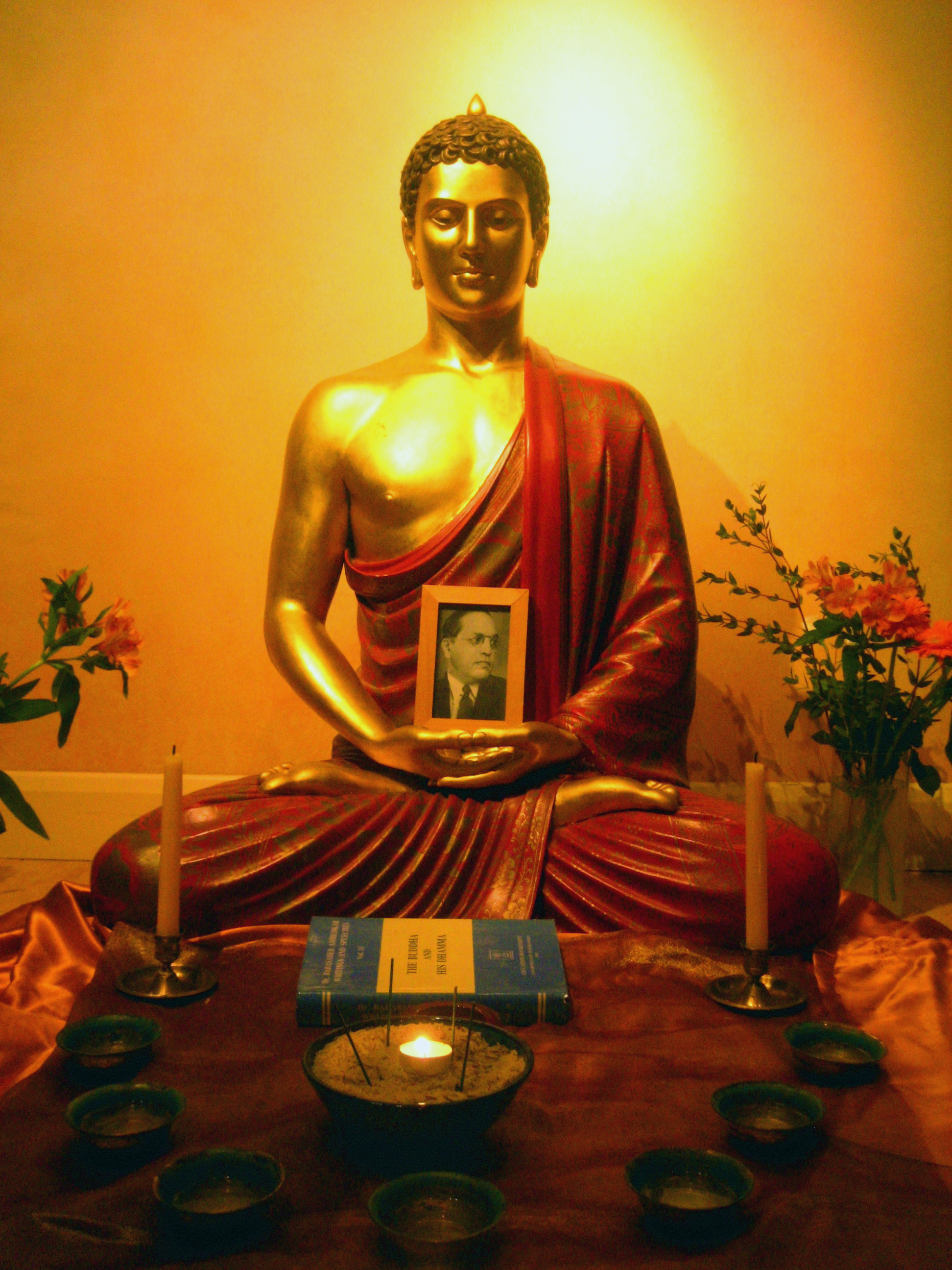
Изображение Б. Р. Амбедкара с его книгой «Будда и его Дхамма» в храме наваяны

Наваяна (дев. नवयान, IAST: Navayāna) — в переводе означает «новая колесница» и относится к переосмыслению буддизма Бхимрао Рамджи Амбедкаром, лидера одноимённого религиозного течения, которое также называется необуддизм и IAST: Bhimayāna (по первому имени Амбедкара, Бхимрао). Амбедкар родился в семье далитов (неприкасаемых) в колониальной Индии, учился за границей, стал лидером движения Махар Далит и объявил в 1935 году о своем намерении перейти из индуизма в буддизм. Изучив буддийские тексты, он счёл некоторые доктрины, например, Четыре благородные истины и «отсутствие Я», ошибочными и пессимистичными и придал им собственное толкование, назвав «новой колесницей» буддизма или «наваяной». 13 октября 1956 года Амбедкар провёл пресс-конференцию, на которой объявил о своём неприятии буддизма тхеравады и махаяны, а также индуизма. Его последователи считают себя последователями нового движения, основанного на принципах буддизма.
В Индии в рамках буддийского движения далитов наваяна считается новой ветвью буддизма, отличной от традиционно признанных тхеравады, махаяны и ваджраяны. Это радикальное переосмысление буддизма в свете классовой борьбы и стремления к социальному равенству.

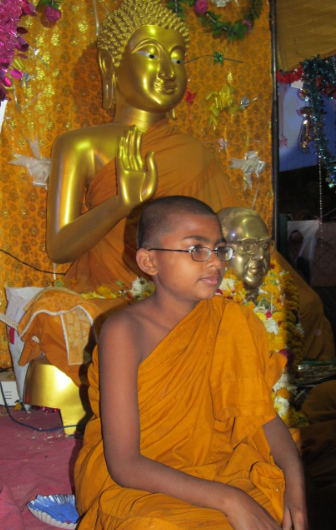
Молодой индийский саманера (начинающий буддийский монах) в индийской вихаре. На заднем плане статуи Будды и бодхисаттвы Б. Р. Амбедкара

Наваяну иногда называют «необуддизмом». Книга Амбедкара «Будда и его Дхамма» стала священной для последователей наваяны. Их обычно называют буддистами-амбедкаритами, необуддистами и, реже, буддистами наваяны.
Хотя термин «наваяна» чаще всего используется по отношению к движению, основанному Амбедкаром в Индии, иногда им обозначают вестернизированные формы буддизма.

## Истоки

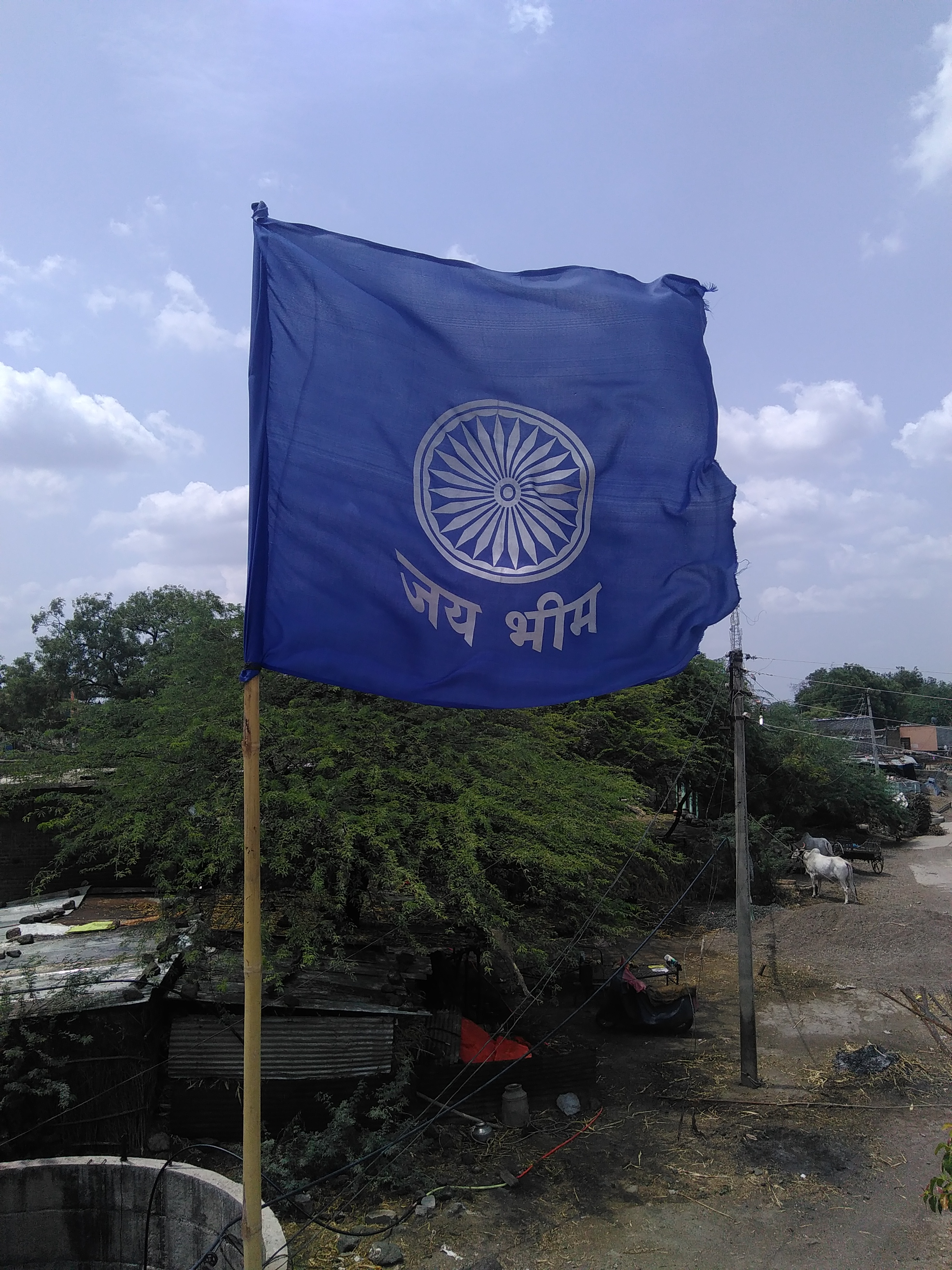
Флаг буддистов Наваяны

Амбедкар был влиятельным индийским лидером в колониальную эпоху и вскоре после того, как Индия получила независимость. Он родился четырнадцатым ребёнком в бедной семье Махараштры Далит, получил образование за границей, в 1920-х годах вернулся на родину и стал участником политического движения за социальные и политические права далитов. Он пришёл к выводу, что его община должна оставить индуизм и перейти в другую религию, чтобы освободиться от религиозных предрассудков. Для этой цели он выбрал буддизм в форме наваяны.

## Доктрины и концепции
В 1935 году после разногласий с Махатмой Ганди Амбедкар объявил о своём намерении перейти из индуизма в буддизм. В течение следующих двух десятилетий он изучал буддийские тексты и написал книгу «Будда и его Дхамма», в которой изложил основную доктрину нового религиозного движения.

### Основные убеждения
В своей неопубликованной редакционной статье Амбедкар писал:
Чтобы обезоружить любую критику, я хотел бы пояснить, что не претендую на оригинальность этой книги. Она представляет собой компиляцию и сборник. Материал был собран из различных книг. Особенно я хотел бы упомянуть «Буддхачариту» Ашвагхоши, с поэзией которого ничто не может сравниться. В повествовании о некоторых событиях я даже позаимствовал его язык.
Он указывает на то, что буддизм наваяны не является сектой, следующей радикально отличным от традиционной религии идеями, а представляет собой обновлённое движение, основанное на базовых принципах буддизма. Далее он говорит, что его доктрина упрощает учение буддизма и проясняет различные заблуждения и возможные сомнения, которые могут возникнуть у людей по поводу веры. Он объясняет:
Единственная оригинальность, на которую я могу претендовать, — это порядок изложения тем, в который я постарался внести простоту и ясность. Существуют определенные вопросы, которые вызывают головную боль у человека, изучающего буддизм.

### Место буддизма по отношению к модернизму и науке
В своём эссе «Будда и будущее его религии» Амбедкар упоминает, что единственная вера, совместимая с наукой, — это буддизм . Он сравнивает Иисуса, пророка Мухаммеда и Кришну с Буддой и упоминает, что, тогда как они называли себя «сыном бога» (Иисус), «посланником бога» (пророк Мухаммед) и «богом богов» (Кришна):
Будда был рождён как сын человеческий, довольствовался тем, что оставался обычным человеком и проповедовал своё учение как обычный человек. Он никогда не заявлял о сверхъестественном происхождении или сверхъестественных способностях, не совершал чудес, чтобы доказать свои сверхсилы.
Кроме того, он заявляет, что буддизм — одна из немногих религий, которые не утверждают, что их ценности унаследованы от бога, и поэтому по своей природе гибки и способны противостоять модернизму. Амбедкар пишет в том же эссе:
Будда не претендовал на абсолютную непогрешимость того, чему он учил. В Махапариниббана-сутте он сказал Ананде, что его религия основана на разуме и опыте и что его последователи не должны принимать его учения как правильные и обязательные только потому, что они исходят от него. Опираясь на разум и опыт, они были вольны изменить или даже отказаться от любого из его учений, если обнаруживалось, что в данное время и в данных обстоятельствах они неприменимы.

### Буддийская карма и её искажённое толкование индуистами
Одно из главных недоразумений, которое Амбедкар пытался прояснить в отношении буддизма, касалось кармы и анатты. Многие полагали, что буддизм очень похож на индуизм из-за наличия в обеих религиях концепции кармы и перерождения. По этому поводу Амбедкар очень ясно дал понять, что это очень разные философии:
Невежественные индусы по причине полного отсутствия понимания говорят, основываясь лишь на сходстве слов, что буддизм — это то же самое, что брахманизм или индуизм... Индуистский закон кармы опирается на душу. Буддийская [карма] — нет. На самом деле, в буддизме нет души.
Поэтому, рассуждает он, карма в буддизме — это моральная философия, основанная только на действиях в этой жизни, так что человек не считается беспомощным. Он утверждает, что теория кармы, основанной на прошлой жизни, — опасная идеология, потому что:
при таком толковании кармы нет места для человеческих усилий. Всё предопределяет прошлая карма.
Он также утверждает, что унаследованная карма является откровенно антинаучной концепцией, поскольку:
Согласно науке, ребёнок наследует характерные черты своих родителей. В индуистском учении о карме ребёнок не наследует от своих родителей ничего, кроме тела. Прошлая карма в индуистской доктрине — это наследие ребёнка, ребёнком и для ребёнка. Родители не вносят ничего. Ребёнок приносит всё. Такая доктрина есть ничто иное, как абсурд. Как показано выше, Будда не верил в подобный абсурд.

### 22 обета Амбедкара

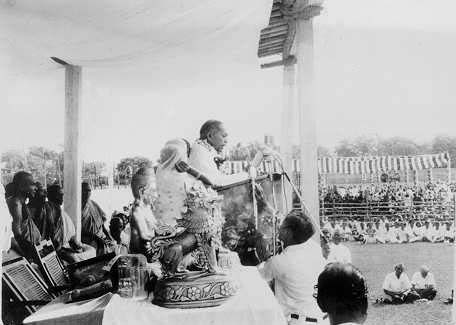
Амбедкар произносит речь во время массового обращения в Нагпур, 14 Октябрь 1956 г.

При обращении в буддизм Амбедкар дал 22 обета и призвал своих сторонников сделать то же самое. Получив светское посвящение, 14 октября 1956 года Амбедкар провёл в Нагпуре для своих последователей обряд дхамма-дикши. Церемония включала принесение 22 обетов после принятия прибежища в Трёх драгоценностях и обещания соблюдать Пяти заповедей. На этом месте впоследствии была сооружена ступа Дикшабхуми, ставшая объектом буддийского паломничества.

## Начало
Амбедкар переосмыслил буддизм и переформулировал традиционные учения буддизма в виде «новой колесницы» под названием «наваяна». Доктрина дхаммы наваяны, предложенная Амбедкаром, «не соотносит мораль ни с трансцендентной областью», ни с «гражданским объединением, включая государство». Дхамма исходит от общественного сознания и является руководящим принципом.
Буддизм наваяны зародился в 1956 году, когда Бхимрао Р. Амбедкар принёс свои обеты и 14 и 15 октября 380 000 членов общины далитов перешли в наваяну из индуизма. С тех пор каждый год 14 октября отмечается как День Дхаммачакры Правартан в Дикшабхуми, Нагпур.

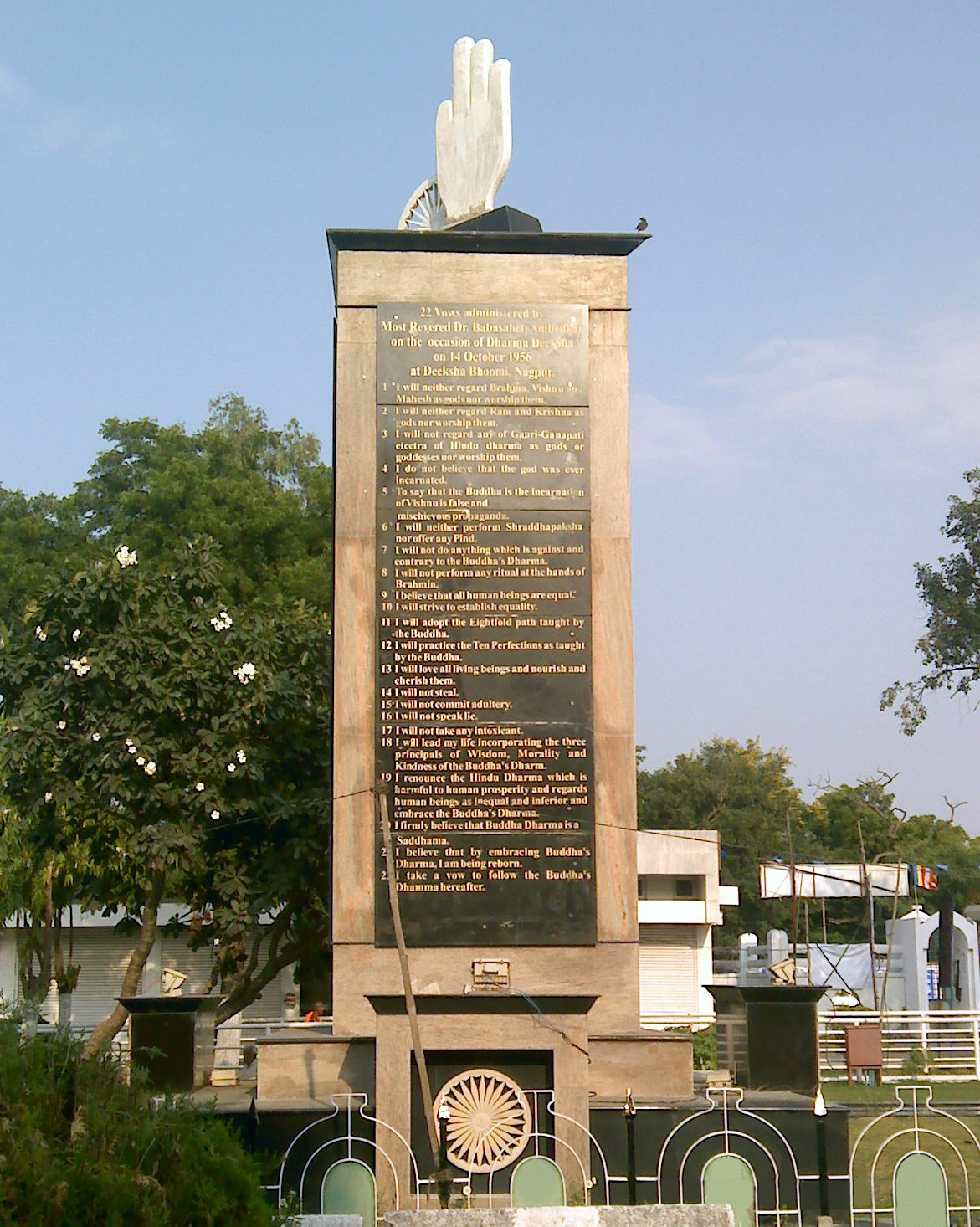
Стела с 22 обетами Амбедкара в Дикшабхуши

## Священное писание и практика
Сочинения Б. Р. Амбедкара были посмертно опубликованы под названием «Будда и его Дхамма», они стали священным писанием для тех, кто следует буддизму наваяны. Последователи наваяны «часто называют их своей „библией“. Новая интерпретация буддийского пути, представленная в этих текстах, обычно составляет их единственный источник знаний по данному вопросу».
Последователи наваяны считают Б. Р. Амбедкара бодхисаттвой, Майтрейей. На практике они почитают Амбедкара наравне с Буддой. Он считается тем, кому было предсказано явиться и научить дхамме после того, как она была забыта; его изображают с нимбом вокруг головы. Хотя Амбедкар утверждал, что наваяна атеистична, в вихарах и святилищах наваяны содержатся изображения Будды и Амбедкара, и на практике последователи поклоняются им и возносят молитвы. Для последователей наваяны Амбедкар в какой-то мере стал божеством, и ему преданно поклоняются.

## Инициация
Переосмысление буддизма Б. Р. Амбедкаром и формирование нового течения вызвали как поклонение, так и критику. Теории наваяны пересматривают основные доктрины буддизма, «социальный акцент Амбедкара исключает или искажает некоторые учения, лежащие в основе традиционного и канонического буддизма». Энн Блэкбёрн утверждает, что Амбедкар истолковал основные концепции буддизма в терминах классового конфликта, где нирвана не является целью и концом духовных поисков, а лишь подготовкой к социальным действиям против неравенства:
Амбедкар понимает учение Будды о том, что все характеризуется дукхой, или неудовлетворённостью, именно в контексте межличностных отношений. В одном случае Амбедкар приводит диалог, в котором Будда учит, что корень дуккха — классовый конфликт, и утверждает в другом месте, что концепция Будды о дуккхе носит материальный характер.
Ниббана — состояние или процесс, который описывает просветление, считается [Амбедкаром] предвестником морально окрашенных мирских действий и явно ассоциируется с немонашеским образом жизни. Ниббана «означает достаточный контроль над страстью, чтобы позволить человеку идти по пути праведности». Интерпретация Амбедкаром дуккхи и ниббаны подразумевает, что моральное действие, к которому ниббана является подготовкой, исправит материальные страдания, вызванные неравенством.
Амбедкар считал, что все идеи буддизма тхеравады и махаяны, касающиеся индивидуальных заслуг и духовного развития, привнесены извне и «не могут быть приняты как слово Будды». По его мнению, буддизм должен быть движением за социальные реформы. Мартин Фукс утверждает, что попытка Амбедкара найти «пострелигиозную религию», которая выходит за рамки различий и руководствуется «разумным принципом социальности» не в смысле духовных доктрин, философских спекуляций и экзистенциальных вопросов, вызывает восхищение.
Буддолог Э. Блэкбёрн считает, что «ни один из взглядов на традиционный буддизм — как на движение социальных реформ или как на некое иное стабильное образование, интерпретированное (или неверно интерпретированное) с точки зрения социальных реформ — не является исторически точным», тем самым вынося теории наваяны за рамки истории, хотя и признавая их важным средством политической мобилизации далитов и общественного движения.
Учёные в целом признают, что представление о Будде, как о кастовом или социальном реформаторе неточны. Ричард Гомбрич утверждает, что нет никаких доказательств того, что Будда начинал или проводил социальные реформы или был противником кастовой системы, скорее, его целью было спасение тех, кто присоединился к его монашескому ордену. Модернистские толкователи буддизма, утверждает Гомбрих, продолжают повторять эту «ошибку западных авторов», которая вошла в моду в колониальную эпоху. На практике за пределами Индии, например, в сингальских тхеравадинских монастырях, как внутри сангхи, так и между монахами и мирянами преобладали кастовые идеи. Во всех канонических буддийских текстах первыми всегда упоминаются кшатрии (каста воинов), а не брамины, вайшьи, шудры или неприкасаемые.
Новые интерпретации Амбедкаром основных доктрин буддизма в том виде, в каком он сформулировал наваяну, привели к предположению, что это течение правильнее было бы называть амбедкаризмом. Однако Амбедкар не считал себя основоположником новой религии, но заявил, что он просто возрождает то, что было изначальным буддизмом после столетий «ошибочной интерпретации» заблуждающимися буддийскими монахами. Есть мнение, что Амбедкар попытался внедрить в структуру доктрины Будды идеи Карла Маркса, поскольку в последние годы своей жизни Амбедкар работал над эссе, посвящённым им обоим.
По словам Джанет Контурси, Амбедкар переосмысливает буддийскую религию и посредством наваяны «говорит через Гаутаму и политизирует философию Будды, теологизируя свои собственные политические взгляды».

## Статус в Индии

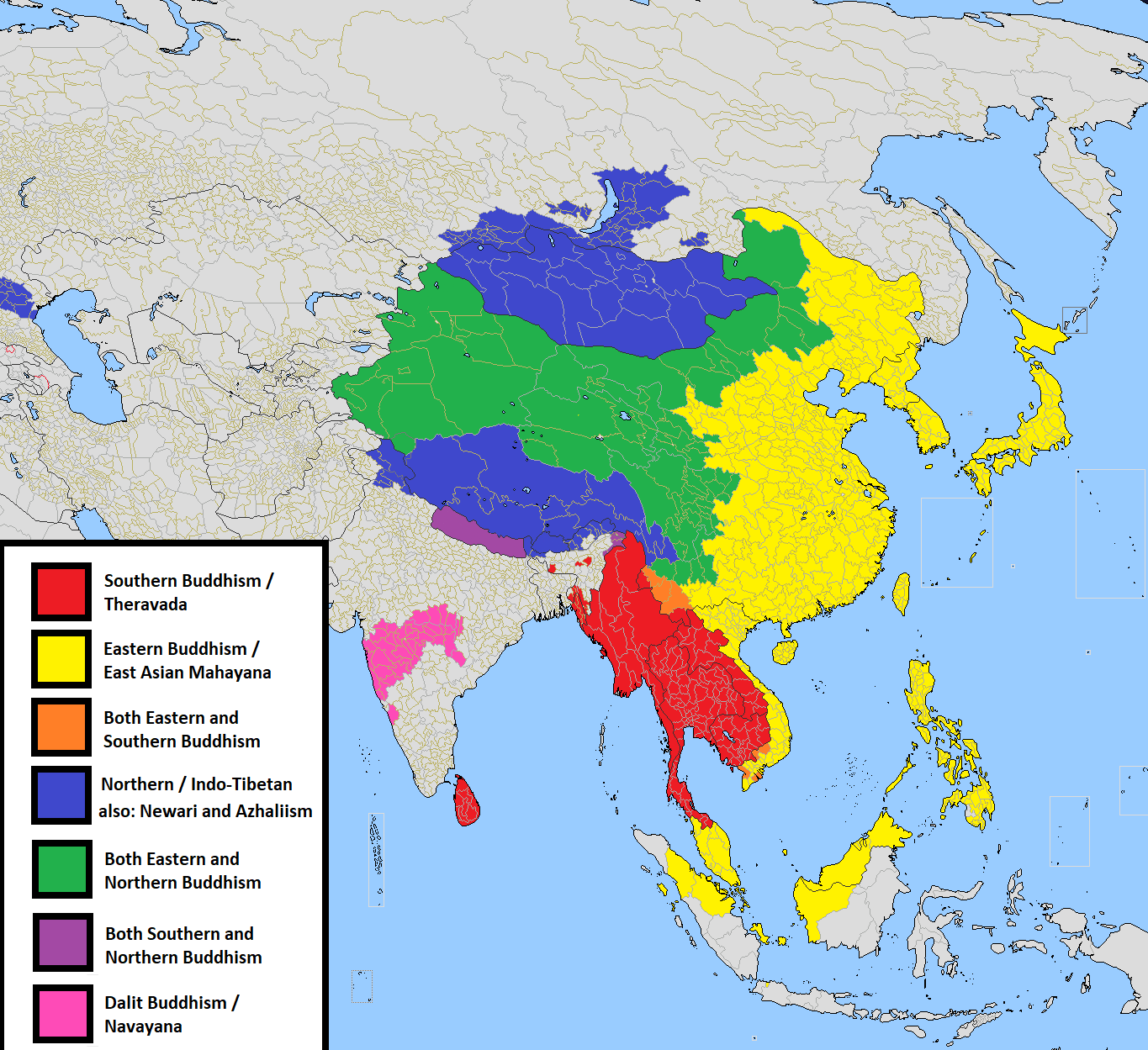
Карта, показывающая распространение основных буддийских школ, наваяна отмечена розовым цветом

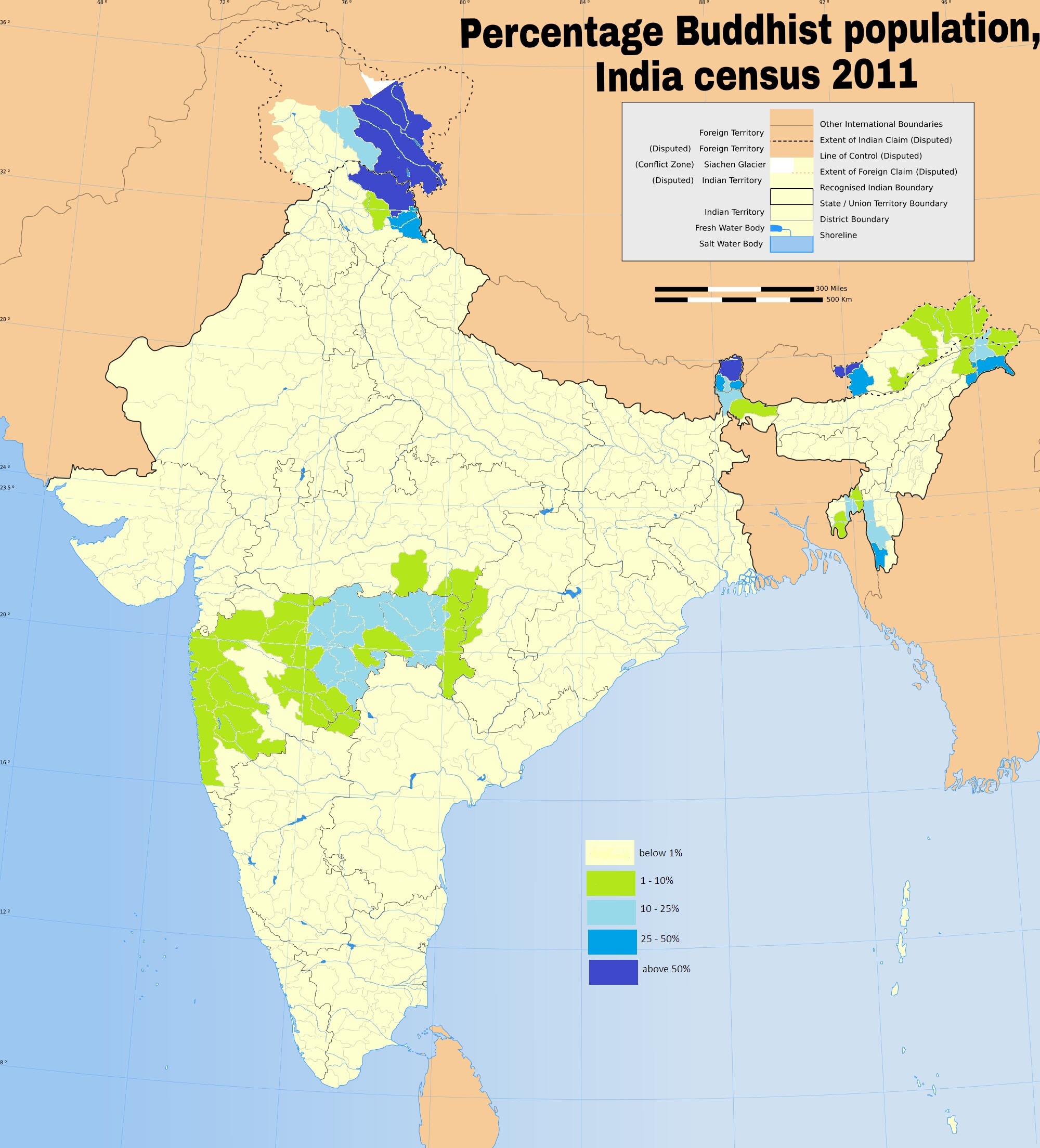
Процент буддийского населения по районам, перепись населения Индии 2011 г. Западный центр Индии Махараштра показывает буддистов наваяны маратхи

Согласно переписи населения 2011 года, в Индии проживало 8,4 миллиона буддистов. Буддисты наваяны составляют около 87 % (7,3 миллиона) индийского буддийского сообщества, почти 90 % (6,5 миллиона) из них живут в штате Махараштра. В отчёте IndiaSpend.com о данных переписи населения за 2017 год говорится, что «уровень грамотности буддистов составляет 81,29 %, что выше, чем в среднем по стране (72,98 %)», но это не отличает буддистов наваяны от представителей других течений. По сравнению с общим уровнем грамотности штата Махараштра, где проживают 80 % буддистов, их уровень грамотности составляет 83,17 % или немного выше, чем в среднем по штату (82,34 %).
По словам Джин Дариан, обращение в буддизм и его распространение в Индии отчасти были вызваны нерелигиозными факторами, такими как политическими и экономические потребности общины, а также интересы политических лидеров и расширяющейся административной структуры. По словам Тревора Линга и Стивена Аксельрода, интеллектуальная и политическая сторона буддийского движения наваяны потеряла свою актуальность после смерти Амбедкара.

## Праздники
Основными праздниками среди буддистов наваяны являются:
- Амбедкар Джаянти
- День Дхаммачакры Правартан
- День Рождения Будды

## Комментарии
1. ↑  Бхимрао Рамджи Амбедкара также звали Бабасехеб Амбедкар.